# Nędznica
Nędznica (Bystrzyca Zachodnia) – niewielka rzeka dorzecza Wieprza, lewy dopływ Krężniczanki, o długości 17,38 km. Jej jedynym dopływem jest nienazwany ciek w Sobieszczanach (lewy). Stanowi główną oś przyrodniczą gminy Niedrzwica Duża. Wzdłuż niej zlokalizowana jest ścieżka rowerowa i Szlak Doliną Nędznicy. Z Nędznicy można wyłowić pstrągi, lipienie, minoga strumieniowego. Wzdłuż rzeki usytuowanych jest także wiele bagien i terenów podmokłych, siedlisk licznej flory i fauny.
Wypływa w okolicy miejscowości Obroki, potem kieruje się na północ przez Sobieszczany i Niedrzwicę Kościelną (tam przepływa przez 3 stawy). Potem płynie do Niedrzwicy Dużej, przepływa przez centrum miejscowości (gdzie zlokalizowany jest przyrzeczny staw) i skręca na północny wschód. W okolicach wsi Strzeszkowice Duże uchodzi do Krężniczanki. W części źródeł można spotkać informację, że po połączeniu rzek dolny bieg nazywa się Nędznicą, jednak to Krężniczanka jest dłuższa.